# 单恋大作战
《单恋大作战》（英語：Fighting For Love），2018年中国偶像剧。由孔垂楠、刘美含、李鹤领衔主演，本剧改编自漫画家尤米的同名漫画，优酷视频于2018年2月26日首播。

## 播出时间
| 频道     | 所在地   | 播映日期      | 播出时间 | 备注 |
| -------- | -------- | ------------- | -------- | ---- |
| 优酷视频 | 中国大陆 | 2018年2月26日 |          |      |

## 演员列表

### 主要演员
| 演員   | 配音     | 角色   | 介紹                                                                 |
| 孔垂楠 | 杨天翔   | 胡理山 | 与夏白橙青梅竹马并单恋她，为了破解“爱情诅咒”帮助夏白橙追爱告白。     |
| 刘美含 | 谢轶辉   | 夏白橙 | 单恋石井，身陷诅咒却不自知的单细胞鸵鸟女一枚。                       |
| 李鹤   | 陈张太康 | 石井   | 石井，高冷学长，不食人间烟火的计划派，但感情被夏白橙潜移默化影响着。 |

### 其他演员
| 演員   | 配音   | 角色   | 介紹 |
| 黄灿灿 | 路熙然 | 胡蓉   | 大气豪爽，喜欢成熟稳重的人。 |
| 张艺瀚 |        | 夏白鹿 | 夏白橙的弟弟，家里的小可爱。见到喜欢的女孩子会故作深沉的小大人。                                                                                           |
| 刘锐   | 赫铭   | 白子裕 | 胡理山舍友，专注各种八卦消息，有恶趣味。 |
| 付曼   | 徐佳琦 | 顾佳夕 | 众人心目中的女神，性格温柔，内心敏感，极度追求完美。 |
| 马歌   | 刘晴   | 吴花果 | 夏白橙的室友，恐男患者，和女性沟通交流毫无障碍，属于心因性失语症。但是白子裕的出现却打破了这一“魔障”。在两人互损暗怼的过程中，吴花果逐渐对白子裕情愫暗生。 |
| 蒋林伶 | 申秋香 | 官绾绾 | 家底富硕的白富美，和石井是相亲对象，说话直接，比较自我。                                                                                                   |
| 陈帅先 |        | 陈琢   | 石井的室友小弟，从小习武，健壮耿直，感情愚钝，日常以保护大哥为己任。                                                                                       |

## 电视原声带
| 曲序 | 曲目               |      | 作曲   | 演唱   |
| ---- | ------------------ | ---- | ------ | ------ |
| 1.   | 离心力（片头曲）   | 管力 | 薛琳可 | 汪小敏 |
| 2.   | 很久以后（片尾曲） | 管力 | 小野道 | 金玟岐 |
| 3.   | 一个人（插曲）     | 天天 | 天天   | 潘裕文 |